# Isòtops del seleni
El seleni (Se) té sis isòtops naturals, cinc d'ells estables: el 74Se, el 76Se, el 77Se, el 78Se, i el 80Se. Els tres últims també són productes de fissió nuclear, juntament amb el 79Se que té un període de semidesintegració de 295.000 anys, i el 82Se que té un període de semidesintegració d'uns 1020 anys, es desintegra mitjançant doble emissió beta en 82Kr i que es pot considerar estable. S'han sintetitzat uns altres 23 isòtops inestables.
Massa atòmica estàndard: 78.96(3) u

## Taula
| Símbol del núclid | Z(p)                | N(n)                | massa isotòpica(u)  | Període de semidesintegració | Espín nuclear | composició isotòpics representativa (fracció molar) | rang de variació natural (fracció molar) |
| Símbol del núclid | energia d'excitació | energia d'excitació | energia d'excitació | Període de semidesintegració | Espín nuclear | composició isotòpics representativa (fracció molar) | rang de variació natural (fracció molar) |
| ----------------- | ------------------- | ------------------- | ------------------- | ---------------------------- | ------------- | --------------------------------------------------- | ---------------------------------------- |
| 65Se              | 34                  | 31                  | 64.96466(64)#       | <50 ms                       | 3/2-#         |                                                     |                                          |
| 66Se              | 34                  | 32                  | 65.95521(32)#       | 33(12) ms                    | 0+            |                                                     |                                          |
| 67Se              | 34                  | 33                  | 66.95009(21)#       | 133(11) ms                   | 5/2-#         |                                                     |                                          |
| 68Se              | 34                  | 34                  | 67.94180(4)         | 35.5(7) s                    | 0+            |                                                     |                                          |
| 69Se              | 34                  | 35                  | 68.93956(4)         | 27.4(2) s                    | (1/2-)        |                                                     |                                          |
| 69m1Se            | 39.4(1) keV         | 39.4(1) keV         | 39.4(1) keV         | 2.0(2) µs                    | 5/2-          |                                                     |                                          |
| 69m2Se            | 573.9(10) keV       | 573.9(10) keV       | 573.9(10) keV       | 955(16) ns                   | 9/2+          |                                                     |                                          |
| 70Se              | 34                  | 36                  | 69.93339(7)         | 41.1(3) min                  | 0+            |                                                     |                                          |
| 71Se              | 34                  | 37                  | 70.93224(3)         | 4.74(5) min                  | 5/2-          |                                                     |                                          |
| 71m1Se            | 48.79(5) keV        | 48.79(5) keV        | 48.79(5) keV        | 5.6(7) µs                    | 1/2- to 9/2-  |                                                     |                                          |
| 71m2Se            | 260.48(10) keV      | 260.48(10) keV      | 260.48(10) keV      | 19.0(5) µs                   | (9/2)+        |                                                     |                                          |
| 72Se              | 34                  | 38                  | 71.927112(13)       | 8.40(8) d                    | 0+            |                                                     |                                          |
| 73Se              | 34                  | 39                  | 72.926765(11)       | 7.15(8) h                    | 9/2+          |                                                     |                                          |
| 73mSe             | 25.71(4) keV        | 25.71(4) keV        | 25.71(4) keV        | 39.8(13) min                 | 3/2-          |                                                     |                                          |
| 74Se              | 34                  | 40                  | 73.9224764(18)      | STABLE                       | 0+            | 0.0089(4)                                           |                                          |
| 75Se              | 34                  | 41                  | 74.9225234(18)      | 119.779(4) d                 | 5/2+          |                                                     |                                          |
| 76Se              | 34                  | 42                  | 75.9192136(18)      | STABLE                       | 0+            | 0.0937(29)                                          |                                          |
| 77Se              | 34                  | 43                  | 76.9199140(18)      | STABLE                       | 1/2-          | 0.0763(16)                                          |                                          |
| 77mSe             | 161.9223(7) keV     | 161.9223(7) keV     | 161.9223(7) keV     | 17.36(5) s                   | 7/2+          |                                                     |                                          |
| 78Se              | 34                  | 44                  | 77.9173091(18)      | STABLE                       | 0+            | 0.2377(28)                                          |                                          |
| 79Se              | 34                  | 45                  | 78.9184991(18)      | 2.95(38)E+5 a                | 7/2+          |                                                     |                                          |
| 79mSe             | 95.77(3) keV        | 95.77(3) keV        | 95.77(3) keV        | 3.92(1) min                  | 1/2-          |                                                     |                                          |
| 80Se              | 34                  | 46                  | 79.9165213(21)      | STABLE (TDB)                 | 0+            | 0.4961(41)                                          |                                          |
| 81Se              | 34                  | 47                  | 80.9179925(22)      | 18.45(12) min                | 1/2-          |                                                     |                                          |
| 81mSe             | 102.99(6) keV       | 102.99(6) keV       | 102.99(6) keV       | 57.28(2) min                 | 7/2+          |                                                     |                                          |
| 82Se              | 34                  | 48                  | 81.9166994(22)      | 97(5)E+18 a                  | 0+            | 0.0873(22)                                          |                                          |
| 83Se              | 34                  | 49                  | 82.919118(4)        | 22.3(3) min                  | 9/2+          |                                                     |                                          |
| 83mSe             | 228.50(20) keV      | 228.50(20) keV      | 228.50(20) keV      | 70.1(4) s                    | 1/2-          |                                                     |                                          |
| 84Se              | 34                  | 50                  | 83.918462(16)       | 3.1(1) min                   | 0+            |                                                     |                                          |
| 85Se              | 34                  | 51                  | 84.92225(3)         | 31.7(9) s                    | (5/2+)#       |                                                     |                                          |
| 86Se              | 34                  | 52                  | 85.924272(17)       | 15.3(9) s                    | 0+            |                                                     |                                          |
| 87Se              | 34                  | 53                  | 86.92852(4)         | 5.50(12) s                   | (5/2+)#       |                                                     |                                          |
| 88Se              | 34                  | 54                  | 87.93142(5)         | 1.53(6) s                    | 0+            |                                                     |                                          |
| 89Se              | 34                  | 55                  | 88.93645(32)#       | 0.41(4) s                    | (5/2+)#       |                                                     |                                          |
| 90Se              | 34                  | 56                  | 89.93996(43)#       | 300# ms [>300 ns]            | 0+            |                                                     |                                          |
| 91Se              | 34                  | 57                  | 90.94596(54)#       | 270(50) ms                   | 1/2+#         |                                                     |                                          |
| 92Se              | 34                  | 58                  | 91.94992(64)#       | 100# ms [>300 ns]            | 0+            |                                                     |                                          |
| 93Se              | 34                  | 59                  | 92.95629(86)#       | 50# ms [>300 ns]             | 1/2+#         |                                                     |                                          |
| 94Se              | 34                  | 60                  | 93.96049(86)#       | 20# ms [>300 ns]             | 0+            |                                                     |                                          |